# Ligne M1 du métro de Palma
La ligne M1 du métro de Palma est une ligne de métro à Palma, dans les îles Baléares, en Espagne. La première des deux lignes du métro de Palma, elle a ouvert le 25 avril 2007. Longue de neuf stations, elle relie Estació Intermodal à UIB en 7,2 km.